# Freddy Sarg
Freddy Sarg, né le 26 octobre 1948 à Strasbourg, est un pasteur, un écrivain et un ethnologue alsacien.

## Biographie
Fils d'Emma Sarg et de Martin Benz, fonctionnaire de police, Freddy Sarg a fait ses études à la Faculté de théologie protestante de Strasbourg de 1967 à 1971. Il soutint en 1976 sa thèse de doctorat en sciences religieuses sur le thème du mariage en Alsace.
Il obtint son premier ministère en 1973 au Neuhof (et son ordination en 1974), puis fut nommé pasteur à Illkirch-Graffenstaden en 1980. Depuis 1995, il exerce son ministère à Wolfisheim. 
En 1977, il se marie à Strasbourg avec Béatrice Brandstaedt. Celle-ci exerce la profession de psychanalyste et participe fréquemment à la rédaction de ses ouvrages. Ils ont trois enfants.
Freddy Sarg exerça plusieurs responsabilités ecclésiales ; il fut responsable de l'enseignement religieux protestant alsacien (1973-1991), président du Consistoire Saint-Nicolas (1985-1994), inspecteur ecclésiastique de Dorlisheim et eut un mandat de vice-président de la Fédération protestante de France. 
Il est membre de l'Académie sciences, lettres et arts d’Alsace depuis 1971. Il a collaboré à l'écriture de l'Encyclopédie de l'Alsace et a publié des études dans divers journaux et revues, à la diffusion régionale ou nationale.
Freddy Sarg est très engagé sur le plan associatif et notamment auprès des étrangers : il a été vice-président du Centre international d'accueil et de rencontre unioniste de Strasbourg (le seul lieu d'accueil de groupes de jeunes au centre-ville de Strasbourg) de 1984 à 1986, président du Collectif d'accueil des solliciteurs d'asile de Strasbourg (CASAS) et président-fondateur de la Maison Georges Casalis, une association regroupant des organismes s'occupant d'étrangers. En outre, il fait partie des membres fondateurs du Rotary Club de Strasbourg-Est (1979) et il a été le président de l'Inter-club des Rotary de Strasbourg. Il est président de la Banque alimentaire du Bas-Rhin depuis 2006.

## Publications

### Œuvres principales
- La naissance en Alsace : rites, coutumes et croyances, hier et aujourd'hui, Strasbourg, Éd. Oberlin, 1974
- Le mariage en Alsace : études de quelques coutumes passées et présentes, Strasbourg, Éd. Oberlin, 1975
- Croyances populaires en Alsace, Strasbourg, Éd. Oberlin, 1976
- En Alsace du berceau à la tombe, Strasbourg, Éd. Oberlin, 1977, rééd. 1993
- Vieux métiers de la région de Strasbourg, Strasbourg, Éd. Oberlin, 1978
- Petits métiers des villes et des villages alsaciens, Éd. Oberlin, Strasbourg, 1980
- La confirmation en Alsace, Strasbourg, Éd. Oberlin, 1981
- Aspects de la Robertsau, Strasbourg, Éd. Oberlin, 1981
- Aspects d'Illkirch-Graffenstaden, 2 vol., Strasbourg, Éd. Oberlin, 1982 et 1984
- Aspects des faubourgs..., Le Wacken, Strasbourg, Éd. Oberlin, 1985
- En Alsace, traditions et soins aux grandes étapes de la vie. Points de vue d'un ethnologue chrétien : essai d'anthropologie culturelle, Strasbourg, Éd. Oberlin, 1987, rééd. 1999
- Dieu a de l'humour... Je l'ai rencontré en Alsace : : histoires amusantes du Temple, de la Synagogue et de l'Église, Illkirch - Strasbourg, Éd. Le Verger - Éd. Oberlin, 1990
- En Alsace, les hommes politiques... et d'autres nous font rire, Illkirch - Strasbourg, Éd. Le Verger - Éd. Oberlin, 1991
- En Alsace, Dieu a encore de l'humour, Illkirch - Strasbourg, Éd. Le Verger - Éd. Oberlin, 1992
- Petit manuel des grivoiseries alsaciennes, Illkirch-Graffenstaden, Éd. le Verger, 1996
- Rires alsaciens pendant les années noires, 1939-1945, [Illkirch-Graffenstaden], Éd. le Verger, 2000
- Fêtes et coutumes d'Alsace : au fil de la vie, Obernai, G4J, 2002
- Portraits et rencontres au fil de la vie : de 1948 à nos jours, en passant par mai 1968, Barg, Éd. Le Verger, 2013
- Traditions et coutumes d'Alsace, [s.l.], Éditions du Donon, 2013

### En collaboration avec Béatrice Sarg
- Ils n'ont pas travaillé pour le chat, Paris, SELD, 1989
- Nouveau manuel d'humour alsacien, [Illkirch-Graffenstaden], Éd. le Verger, 1999
- Les nouvelles aventures de Henner, Philomène, Charele et les autres..., Illkirch-Graffenstaden, Éd. le Verger, 2003
- À la table de Claude Fuchs : au Lojelgucker à Traenheim, Illkirch-Graffenstaden, Éd. le Verger, 2003
- Le retour, Illkirch-Graffenstaden, Éd. le Verger, 2005
- Nouvelles humoristiques des sacristies alsaciennes, Illkirch - Strasbourg, Éd. Le Verger - Éd. Oberlin, 2007
- Les drôles d'histoires de Henner, Philomène, Charele et les autres, Illkirch-Graffenstaden, Éd. le Verger, 2008
- Rions ensemble mes frères, Barr - Strasbourg, Éd. Le Verger - Éd. Oberlin, 2009
- Huissier, faites entrer le rire, Barr - Strasbourg, Éd. Le Verger - Éd. Oberlin, 2010
- Rire et guérir avec les médecins, Barr - Strasbourg, Éd. Le Verger - Éd. Oberlin, 2010
- Rire à la récré, Barr - Strasbourg, Éd. Le Verger - Éd. Oberlin, 2012
- On rira tous au paradis, Barr - Strasbourg,  Éd. Le Verger - Éd. Oberlin, 2014

### Autres collaborations
- François Lotz, Freddy Sarg, L'Imagerie populaire alsacienne et le mariage, Pfaffenhoffen, Musée de l'imagerie peinte et populaire alsacienne, 1977
- Patrick Hamm, Freddy Sarg, Illkirch-Graffenstaden et ses environs vers 1900, Barembach, Gyss J.-P, 1987
- Patrick Hamm, Francis Knaus, Freddy Sarg, Jean Willer, La Robertsau et ses quartiers environnants vers 1900, Illkirch-Graffenstaden, Éd. le Verger, 1988
- Jean-Paul Haettel, Freddy Sarg, René Schwartz, et al., Strasbourg et ses ponts, Illkirch-Graffenstaden, Éd. le Verger, 1990
- Jean-Marc Hutt, Freddy Sarg, Livre noir du tram de Strasbourg : développement et communauté, Holtzheim, [s.n.], 1991
- François Lotz, Freddy Sarg, Les sacs de dot décorés, Pfaffenhoffen, Musée de l'imagerie peinte et populaire alsacienne, 1994
- Georges Klein, Freddy Sarg, Gérard Leser, L'Alsace et ses fêtes, [s.l.], Difal - Erce - Do Bentzinger, 1995
- André Braun, et al., Petite histoire de la cuisine alsacienne, Mulhouse, Éditions du Rhin, 1995
- Dominique Lerch, Béatrice et Freddy Sarg (dir.), De la prostitution en Alsace, Illkirch-Graffenstaden, Éd. le Verger, 1997
- Béatrice Sarg, Freddy Sarg, Marie-Paule Dolder, Chantal Klein, Régine Wihlm, Richesses culinaires recueillies à Mittelbergheim et environs, [Illkirch-Graffenstaden], Éd. le Verger, 1999
- Raymond Matzen, Béatrice et Freddy Sarg, Le savoir-rire alsacien, Illkirch-Graffenstaden, Éd. le Verger, 2004